# Josef Rejfíř
Josef Rejfíř foi um jogador de xadrez da Tchecoslováquia com participação nas Olimpíadas de xadrez de 1928 a 1935 e posteriormente em 1956 e 1958. Josef conquistou a medalha de prata por equipes em Folkestone 1933 e duas medalhas de bronze em Praga 1931 por equipe e performance individual.